# Barbacoll de dues bandes
El barbacoll de dues bandes (Hypnelus bicinctus) és una espècie d'ocell de la família dels bucònids (Bucconidae) que habita boscos poc densos de Colòmbia oriental i Veneçuela. Sovint és considerat coespecífic de Hypnelus ruficollis.